# 짐改
짐 카이(영어: GM Type C, 일본어: ジム改, ジムかい)는 《건담 시리즈》에 등장하는 모빌 슈트(MS)로 분류되는 가공의 유인 조종식 인간형 로봇 병기이다. 1991년에 발매된 OVA 《기동전사 건담 0083 스타더스트 메모리》에서 처음으로 등장했다. 지구연방군의 양산형 모빌 슈트(MS)로 시리즈 최초작인 《기동전사 건담》에서 등장한 짐의 개량형이다.

## 기체 개요
일 년전쟁 말기에 양산 시작기가 완성되어 수기가 아 바오아 쿠 공략전에 실전 투입되었다. 그 후, 우주세기 0083년에는 지구 연방군 주력 모빌 슈트로서 운용되었다. 주무장은 신뢰성이 높은 실체탄식 90mm 머신건 및 바주카 그리고 빔 사벨, 두부 고정식 60mm 발칸이다.

## 극중에서의 활약
크림색과 청색으로 도장된 기체가 오스트레일리아 트링턴 기지에서 교관기로서 운용되었으며, 사우스 버닝이 탑승해 실전에도 참가했다. 탈환 임무시 공국군 잔당의 자멜과 교전, 기체가 대파되지만 결국 이를 격파했다. 또한 우주군에는 백색과 적색으로 도장된 기체가 배치되어 대규모적인 모빌 슈트 부대가 구성되어 있었다.

## 상품 전개
『0083』 발표 당시는 인젝션 프라모델 키트는 발매되지 않았다. 2002년에 반다이로부터 마스터 그레이드 시리즈로서 성형색과 무장이 다른 1/100 스케일 모델이 2종류 발매되었다.

## 같이 보기
- 짐
- 건담 시리즈에 등장하는 병기 일람표